# Lake Crystal (Minnesota)
Lake Crystal est une ville américaine située dans le Comté de Blue Earth, dans le Minnesota. Selon le recensement de 2010, sa population est de 2 539 habitants.